# Setosella spiralis
Setosella spiralis is een mosdiertjessoort uit de familie van de Setosellidae. De wetenschappelijke naam van de soort is voor het eerst geldig gepubliceerd in 1942 door Silén.